# Сан Кашано деи Бањи
Сан Кашано деи Бањи (итал. San Casciano dei Bagni) је насеље у Италији у округу Сијена, региону Тоскана.
Према процени из 2011. у насељу је живело 530 становника. Насеље се налази на надморској висини од 565 м.

## Становништво
Према резултатима пописа становништва 2011. у општини је живело 1.637 становника.
| 1931. | 1936. | 1951. | 1961. | 1971. | 1981. | 1991. | 2001. | 2011. |
| ----- | ----- | ----- | ----- | ----- | ----- | ----- | ----- | ----- |
| 3.672 | 3.761 | 3.819 | 3.231 | 2.461 | 2.146 | 1.977 | 1.745 | 1.637 |